# Tom Brown of Culver
Tom Brown of Culver is een Amerikaanse dramafilm uit 1932 onder regie van William Wyler.

## Verhaal
Tom Brown helpt zijn moeder na de dood van zijn vader tijdens de Eerste Wereldoorlog. Hij krijgt een beurs om een militaire opleiding te volgen in Culver. Tom twijfelt of hij soldaat wil worden, maar hij accepteert niettemin het aanbod. Tijdens zijn opleiding leert hij dat zijn vader niet zo heldhaftig was als hij altijd dacht.

## Rolverdeling
| Acteur              | Personage       |
| ------------------- | --------------- |
| Tom Brown           | Tom Brown       |
| Slim Summerville    | Slim            |
| Richard Cromwell    | Bob Randolph    |
| H.B. Warner         | Dr. Brown       |
| Ben Alexander       | Ralph           |
| Andy Devine         | Jongen          |
| Russell Hopton      | Dokter          |
| Betty Blythe        | Dolores Delight |
| Sidney Toler        | Majoor Wharton  |
| Willard Robertson   | Kapitein White  |
| Norman Phillips jr. | Carruthers      |
| Tyrone Power        | John            |
| Kit Guard           | K.O. Mooney     |